# Andrzej Stróżecki
Andrzej Stróżecki (ur. 23 marca 1937 w Zawierciu, zm. 12 maja 2016 tamże) – polski działacz turystyczny, Członek Honorowy PTTK, z zawodu nauczyciel.

## Życiorys
Z wykształcenia magister inżynier budownictwa wodnego. Pracował m.in. jako budowlaniec, kierownik wojskowego laboratorium, urzędnik urzędu wojewódzkiego, inspektor nadzoru budowlanego oraz nauczyciel. W latach 2006–2010 był radnym miasta Zawiercie.
Od 1957 roku działał w strukturach Polskiego Towarzystwa Turystyczno-Krajoznawczego, najpierw w Oddziale Międzyuczelnianym w Krakowie, następnie w oddziałach w Oświęcimiu i Lesku, a od 1963 roku w oddziale w Zawierciu. Od 1967 roku był członkiem zarządu oddziału zawierciańskiego, a od 1996 roku - jego prezesem. Był założycielem i prezesem Klubu Turystycznego „Ostańce” w Zawierciu, powstałego w 1971 roku. Działał w Zarządzie Wojewódzkim PTTK w Katowicach, będąc członkiem licznych komisji oraz pełniąc funkcję przewodniczącego Zespołu ds. Zagospodarowania Jury Krakowsko-Częstochowskiej. Od 1993 roku był członkiem Zarządu Głównego PTTK, gdzie pracował m.in. w Komisji Turystyki Pieszej (1997-2009) oraz Komisji Turystyki Narciarskiej (1993-2009), której to przewodniczył w latach 2005–2009.
Był organizatorem Rajdu Narciarskiego po Jurze oraz rajdów narciarskich w Tatrach i Sudetach. Posiadał liczne uprawnienia przewodnickie, przodownickie oraz instruktorskie (m.in. instruktora narciarstwa zjazdowego Polskiego Związku Narciarskiego). Należał także do Towarzystwa Miłośników Ziemi Zawierciańskiej.
Za swe zasługi był wielokrotnie odznaczany i nagradzany, m.in. Złotym Krzyżem Zasługi, Krzyżem Kawalerskim Orderu Odrodzenia Polski, Medalem Komisji Edukacji Narodowej, Złotą Honorową Odznaką PTTK, odznaką „Zasłużony Przewodnik PTTK” oraz odznaczeniami za działalność w Lidze Ochrony Przyrody, PTSM i ZHP. W dniu 14 września 2009 roku XVII Zjazd Krajowy PTTK nadał mu tytuł Członka Honorowego PTTK, natomiast 1 maja 2016 roku otrzymał tytuł „Zasłużony dla miasta Zawiercie”.
Po śmierci został pochowany został na zawierciańskim cmentarzu  przy ul. Cmentarnej.